# ロシアファシスト党
ロシアファシスト党（ロシアファシストとう、露: Российская фашистская партия、英: Russian Fascist Party）または汎ロシアファシスト党は、1931年から1945年の間満洲国に存在した、白系ロシア人によるファシズム政党。

## 沿革

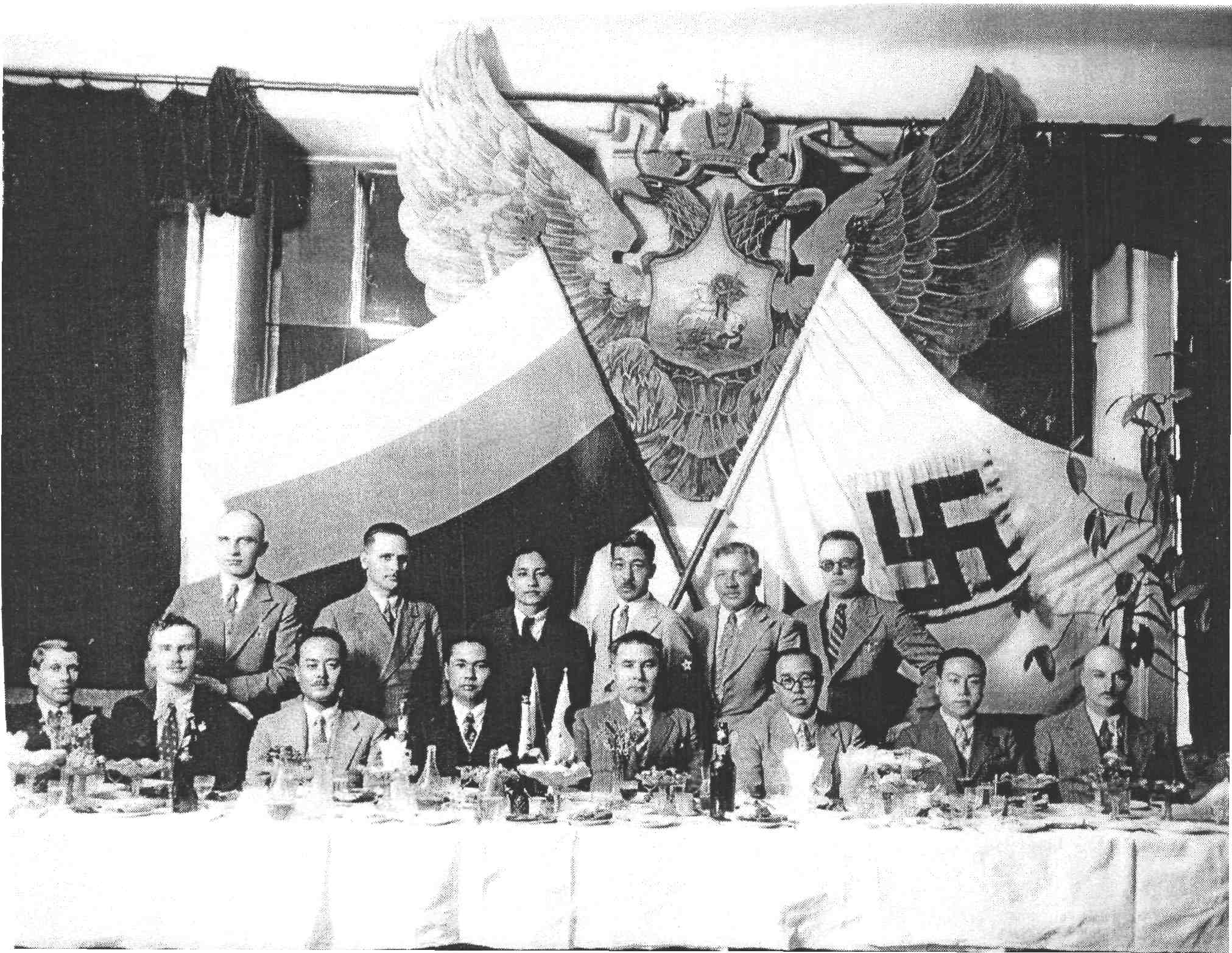
満洲国のロシア移民局のメンバー
_{前列左から二人目がロジャエフスキー。ハルピン特務機関で活動していた秋草俊も出席している。}

元々満洲はロシア帝国の勢力圏であり、拠点としてハルビンは開発され、ユダヤ人が多く集まり一部は成功した。しかしロシア革命後逃れてきた白軍関係者などが大量に流入してきた。白系ロシア人の青年層は失業率が高くユダヤ人コミュニティを目の敵にし複数のファシスト集団を結成した。1931年にはコンスタンチン・ロジャエフスキーがこれらを統合したロシアファシスト党をハルビンで結成する。
満洲国建国後、当局に協力しソビエト連邦打倒を目指した。反ユダヤ感情を高め党員たちは身代金目的のユダヤ人の誘拐事件を繰り返し特にホテル経営者の息子のピアニストシモン・カスペの誘拐殺人事件は被害者がフランス国籍だったこともあって国際的に非難された。政府は問題視していたが陸軍は黙認していたもののユダヤ人コミュニティが積極的に日本に協力しだしたため次第に規制されるようになる。
関東軍の庇護の下で極東各地で党活動をしていたが、1934年アメリカやヨーロッパ・アジア各地で活動していたアナスタシー・ヴォンシャツキーのロシア民族労働党と合同した。その後、路線の相違から、1935年ヴォンシャツキーは汎ロシア革命国民党を結成して離脱し、ロシアファシスト党はロジャエフスキーの下で活動を続けたが戦局が日本の不利になるにつれ力を失っていく。
1945年、ソ連軍の満洲国侵攻（ソ連対日参戦）により消滅し、指導者のロジャエフスキーは翌1946年に処刑された。

## 日本
1934年3月時点で、既に東京に支部があり、メンバーは200人ほどであったとされる。
- ワシリー・ペトロウィチ・バルイコフ (ロシアファシスト党日本代表、皇化連盟員)[2]
- アンドレ・ペトロウィッチ・コルサノフ (ロシアファシスト党九州支部長)[3]

## 党歌
党は、ロシア国民を目覚めさせ、ВФПの団結を導く、大聖堂行進曲の調子で行われる、党歌を持っていた:
| 原文 | 日本語訳 |
| --- | --- |
| Поднимайтесь братья, с нами, Знамя Русское шумит, Над горами, над долами Правда Русская летит.              | 立てよ、兄弟、我らと共に ロシアの旗はブン回る 山を越えて、谷を越えて 真のロシアは飛翔する                                |
| С нами те, кто верит в Бога, С нами Русская земля, Мы пробьём себе дорогу К стенам древнего Кремля.         | 我らと共に、神を信頼する者よ、 我らロシアの地と共に 我らは達する、自身の方法で 古代クレムリンの城壁に                    |
| Крепче бей, наш Русский молот, И рази, как Божий гром… Пусть падёт во прах расколот, Сатанинский совнарком. | 強く打つ、我らロシアのハンマーが、 そして打ち破る、神の雷のように… 塵埃の拡散者を共に落とそう、 極悪非道の人民委員会議を |
| Поднимайтесь братья, с нами, Знамя Русское шумит, Над горами, над долами Правда Русская летит.              | 立てよ、兄弟、我らと共に ロシアの旗はブン回る 山を越えて、谷を越えて 真のロシアは飛翔する                                |